# Måns Zelmerlöw
Måns Petter Albert Sahlén Zelmerlöw, född 13 juni 1986 i Lunds domkyrkoförsamling, Malmöhus län, är en svensk artist, låtskrivare och programledare.
Som artist har han deltagit i bland annat Idol, Let's Dance, Melodifestivalen och Så ska det låta. Han har varit programledare för bland annat Sommarkrysset, Melodifestivalen och Allsång på Skansen. Han vann Melodifestivalen 2015 med låten "Heroes" och den 23 maj 2015 vann han Eurovision Song Contest-finalen med 365 poäng, före Rysslands Polina Gagarina. Han var programledare för Eurovision Song Contest 2016 och programledare i Melodifestivalen år 2010 samt finalen av Melodifestivalen 2021.

## Biografi

### Bakgrund
Måns Zelmerlöw är son till Olle Zelmerlöw, läkare, specialist i kirurgi, och Birgitta Sahlén, professor i logopedi vid Lunds universitet. Namnet Zelmerlöw har en hundraårig historia och bildades efter Måns Zelmerlöws farfars farmor Selma Löf. Zelmerlöw gick på en musikinriktad linje på Lars-Erik Larsson-gymnasiet i Lund där han koncentrerade sig främst på körsång, och sjöng senare i Lunds studentsångare. Redan 2002 medverkade han i en uppsättning av musikalen Joseph and the amazing technicolor dreamcoat, där han spelade en av Josephs elva bröder. Musikalen visades på Slagthuset i Malmö.

### 2005–2006
Han tävlade i TV4:s Idol 2005 där han slutade på femte plats. Innan han slog igenom, sommarjobbade han på G. Swensons Krog i Torekov 2005. 2006 stod han som segrare i TV4:s Let's Dance tillsammans med Maria Bild. Under andra halvan av 2006 spelade han huvudrollen, Danny Zuko, i musikalen Grease, som sattes upp i Malmö.

### 2007–2008
Zelmerlöw gick till final i Melodifestivalen 2007 med låten "Cara Mia", som slutade på tredje plats, med näst flest telefonröster från tittarna. Han fick totalt 171 poäng. Låten vann sedan både Second Chance Contest och National Finals Song Contest 2007 och låg även etta på den svenska försäljningslistan. 2007 framförde han låten i TV-program som Allsång på Skansen och Lotta på Liseberg.
Den 5 oktober 2007 var han programledare för Lilla Melodifestivalen. Han medverkade samtidigt i musikalen Footloose, där han spelade skurken Tommy. Musikalens premiär var den 8 november 2007 på Storan i Göteborg och den spelades i Stockholm från 20 februari 2008.
År 2008 medverkade han i Diggilooturnén tillsammans med Lasse Holm, Linda Bengtzing, Lotta Engberg, Thomas Pettersson, Molly Sandén, Nanne Grönvall, Stefan och Kim samt Magnus Johansson.

### 2009–2011
Han deltog åter i Melodifestivalen 2009, den här gången med låten "Hope & Glory" (text: Måns Zelmerlöw, Fredrik Kempe, musik: Fredrik Kempe, Henrik Wikström), som han själv beskrivit som ”pampigare och ännu mer ös än Cara Mia”. Från den andra deltävlingen (i Skellefteå 14 februari 2009) gick han direkt till finalen i Globen där han hade ledningen efter det att jurygrupperna hade lagt sina röster. Efter att tittarnas röster avlagts slutade Zelmerlöw på fjärde plats med 144 poäng.
År 2009 deltog han i TV-programmet Så ska det låta tillsammans med Lill Lindfors. Han uppträdde också i Allsång på Skansen. Han var programledare för Sommarkrysset direkt från Gröna Lund och turnerade med The MZW Tour, bestående av ett femmannaband och fyra dansare. Turnén startade i Västerås 26 juni och avslutades 15 augusti 2009 i Kristinestad. Zelmerlöw hade under året även uppträtt på kronprinsessan Victorias födelsedag som sändes i Sveriges Television den 14 juli 2009.
Vid andra deltävlingen av Dansbandskampen 2009 var han gästdomare i andra omgången, där hans låtar var kvällens tema. Tillsammans med Dolph Lundgren och Christine Meltzer ledde han Melodifestivalen 2010.. Han fick också rollen som Romeo i Romeo och Julia och gästspelade i vissa avsnitt i tv-programmet Jakten på Julia, där musikalen fick sin kvinnliga huvudroll, vilken vanns av Lisette Pagler. Musikalen hade premiär den 31 december på Göta Lejon.
I samband med Dansbandskampen 2010 skrev han tillsammans med Peter Wennerberg en låt åt Elisas med titeln "Varenda veranda", vilken bandet även spelade in på albumet Det här är bara början 2011. Till jul 2010 gav Zelmerlöw ut soloskivan Christmas with Friends.
I februari 2011 tog Zelmerlöw över dubbningen av Flynn Rider i den svenska versionen av Disneys Trassel. Under våren 2011 spelade Zelmerlöw rollen som Romeo i musikalen Romeo & Julia på Göta Lejon. Den 23 februari 2011 meddelades det att han var ny programledare för Allsång på Skansen sedan hans företrädare Anders Lundin valt att sluta. Han utsågs till Årets skåning 2011. Till jul gav Zelmerlöw ut julskivan Kära vinter.

### 2012–2014

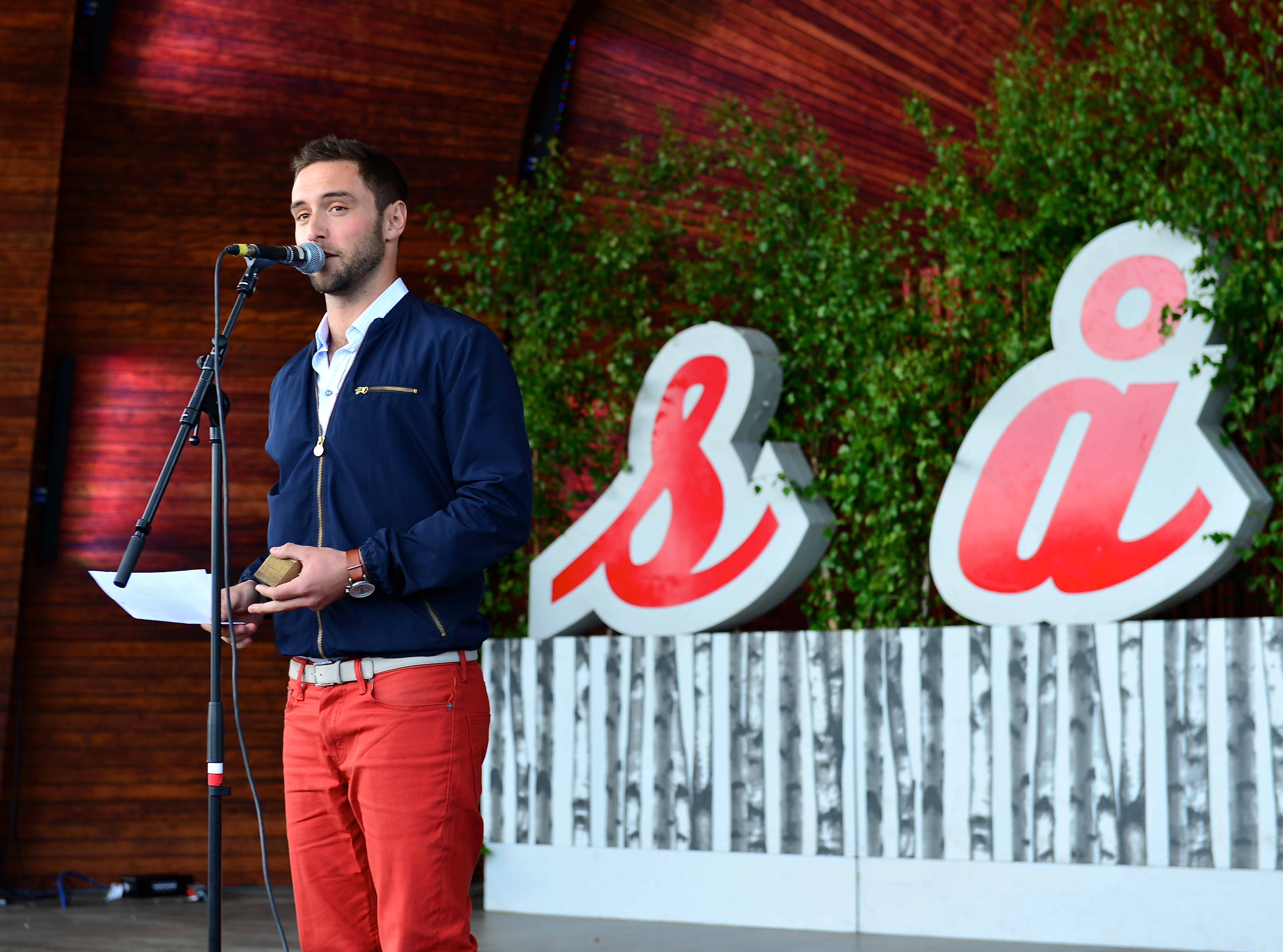
Zelmerlöw som ledare för Allsång på Skansen åren 2011–2013.

Måns Zelmerlöws singel "Ett lyckligt slut" släpptes 2012 i samarbete med Barncancerfonden. Samma år medverkade han i åsiktspanelen i SVT:s musikprogram Inför Eurovision Song Contest. Av Grandiosa Sällskapet i Lund utsågs han detta år till "Årets Lundensare".
För tredje sommaren i rad ledde han 2013 Allsång på Skansen men i och med finalprogrammet den 13 augusti meddelade han sin avsikt att sluta, och det var okänt vem som skulle komma att leda allsången 2014 fram till den 20 december då Sveriges Television meddelade att Petra Marklund valts till ny programledare.
Zelmerlöw deltog som låtskrivare i Melodifestivalen 2013 med "Hello Goodbye", framförd av Erik Segerstedt och Tone Damli, som gick till Andra chansen. Hösten 2013 spelade han huvudrollen i en ny version av musikalen Spök tillsammans med bland andra Loa Falkman, Sussie Eriksson och Lena Philipsson.
Han släppte det personliga albumet Barcelona Sessions i februari 2014, som han jobbat på i nästan två år. Han beskriver det själv att jobba med den nya plattan blev som ett terapisamtal. "För första gången under hela min karriär fick jag sortera minnen, känslor, som jag tidigare bara stressat förbi. Alla texter handlar om mig. Saker jag upplevt. Olika känslor. Det var svårt att skriva om slutskedet på ett förhållande".

### 2015

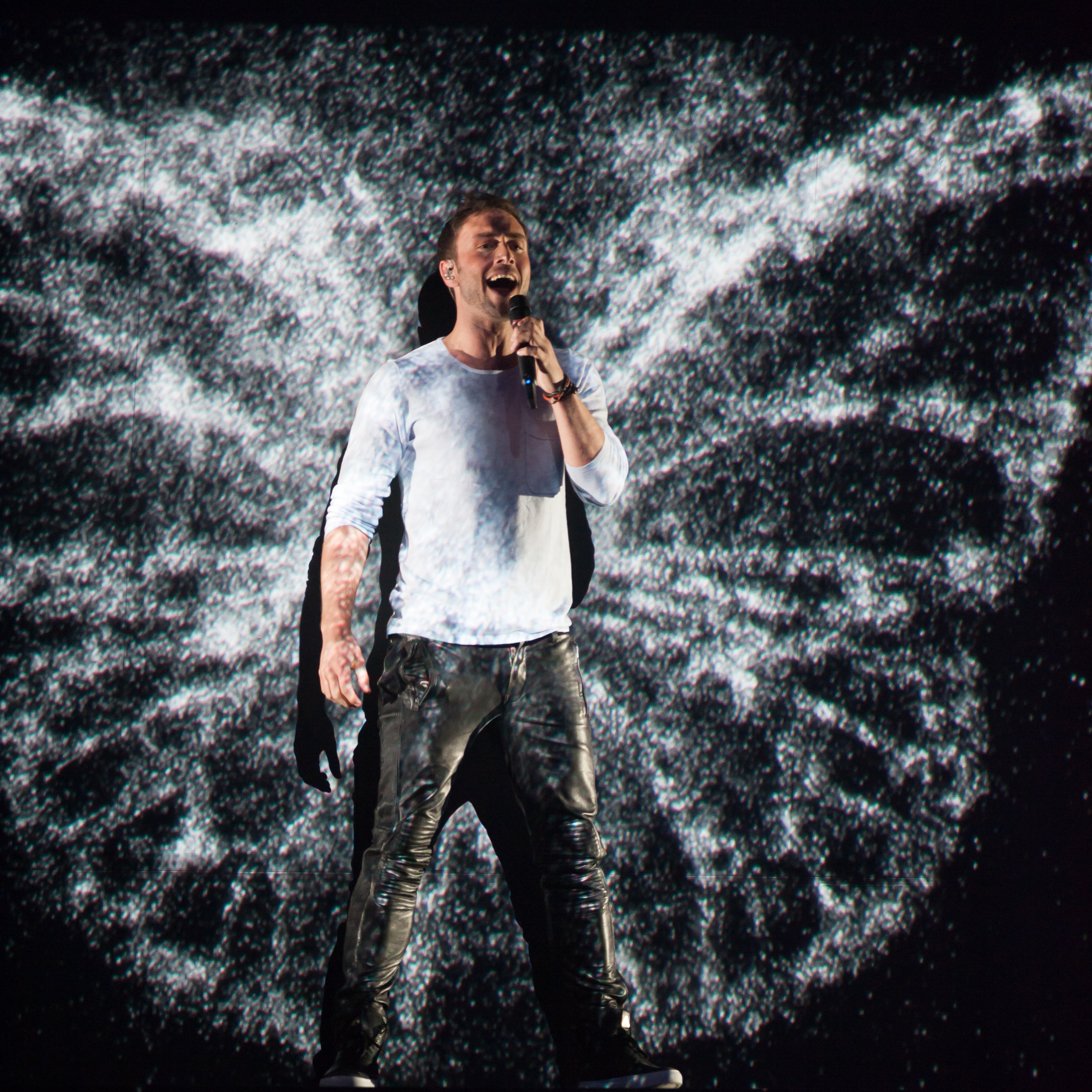
Måns Zelmerlöw framför sin vinnarlåt "Heroes" i Eurovision Song Contest i Wien 2015.

Zelmerlöw tävlade i Melodifestivalen 2015 med låten "Heroes" (skriven av Anton Hård af Segerstad, Joy Deb & Linnea Deb) med vilken han vann och därmed fick delta i Eurovision Song Contest 2015 som Sveriges representant. Zelmerlöw vann med 288 poäng och den största segermarginalen (150 poäng) till övriga startfältet i Melodifestivalens historia. I Eurovisionfinalen den 23 maj vann Zelmerlöw med 365 poäng, det tredje högsta poängantalet i tävlingens historia.
Albumet Perfectly Damaged släpptes den 5 juni 2015. Under sommaren gjorde han flera spelningar på svenska festivaler och åkte på turné i Europa från september. "Should've Gone Home" släpptes som andra singel.

### 2016–2018

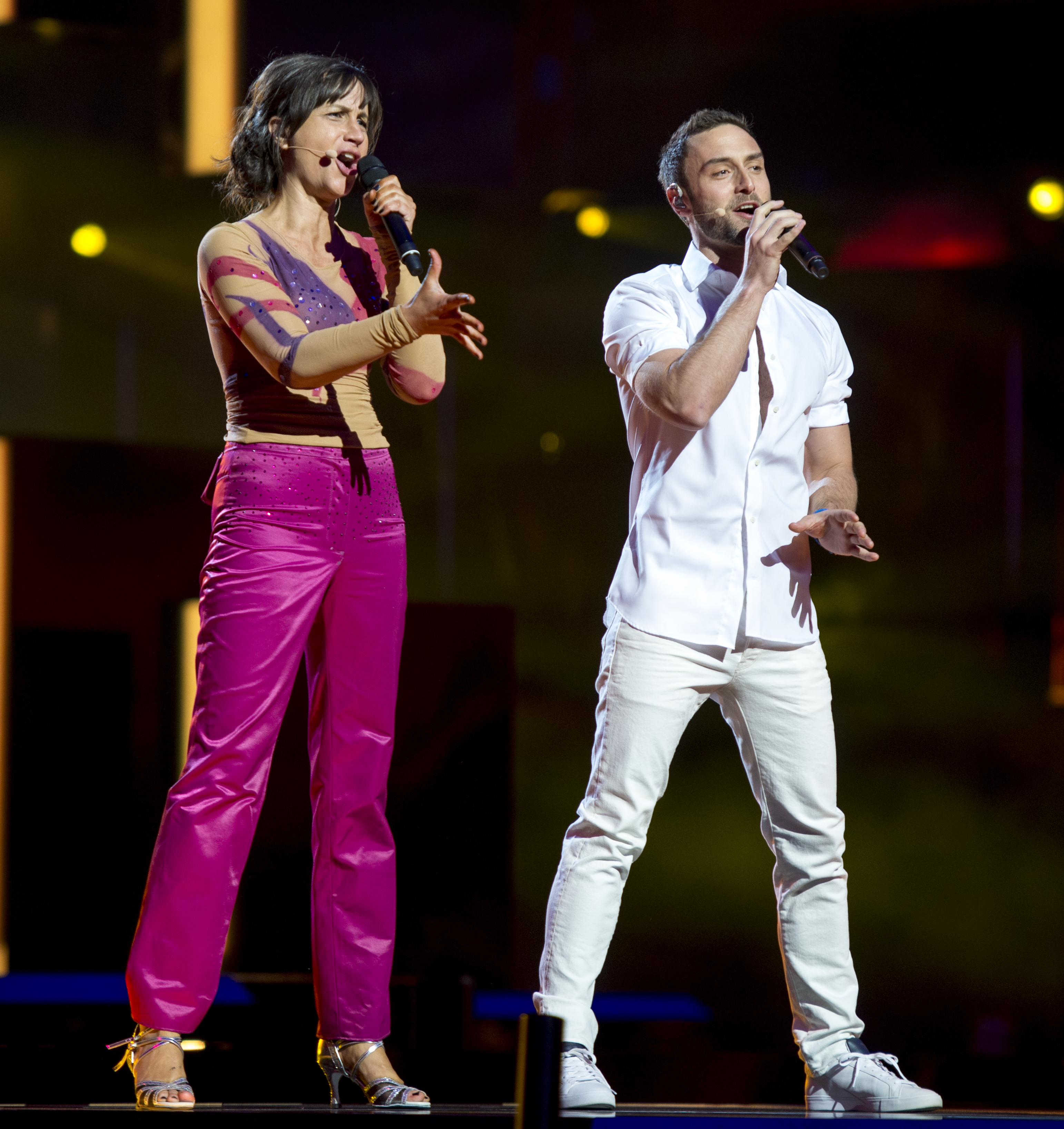
Mede och Zelmerlöw på Eurovision Song Contest 2016.

Den 14 december 2015 tillkännagavs att Zelmerlöw skulle vara värd för Eurovision Song Contest 2016 tillsammans med Petra Mede, som redan hade varit värd för Eurovision Song Contest 2013. I showen framförde han sin låt "Heroes" samt sin nya singel "Fire In The Rain". Tillsammans med Mede framförde han intervallnumren "The Story of the ESC" och låten "Love Love Peace Peace", som senare också släpptes som singel.
Sommaren 2016 släpptes singeln "Belong" av Joshua Radin, på vilken Zelmerlöw också sjunger. I oktober 2016 sändes TV-serien Chevaleresk, som presenteras av Alexander Wiberg och Zelmerlöw.
I december 2016 släpptes Zelmerlöws sjunde studioalbum Chameleon. Singlarna som släpptes var "Hanging On To Nothing", "Glorious" och "Happyland".
År 2017 tog Zelmerlöw över den svenska dubbningsrösten för Kvist i den animerade filmen Trolls. I den franska nyinspelningen av musikalen Saturday Night Fever medverkade Zelmerlöw i soundtracket.
Zelmerlöw medverkade även i en sketch i Eurovision Song Contest 2017, där han visar de tre ukrainska programledarna hur man blir den bästa ESC-programledaren. Han kommenterade tävlingen tillsammans med Edward af Sillén för SVT.
Hösten 2017 debuterade Zelmerlöw som skådespelare i den andra säsongen (avsnitt 7) av kriminal- och mysterieserien Jordskott.
Våren 2018 blev Zelmerlöw programledare tillsammans med Mel Giedroyc i den brittiska uttagningen till Eurovision Song Contest: BBC Eurovision You Decide. I öppningsnumret sjöng han ett ABBA-medley tillsammans med den tidigare brittiska ESC-deltagaren Lucie Jones.
I mars 2018 sändes den andra säsongen av TV-serien Chevaleresk. Zelmerlöw och Wiberg gav även ut boken Den Moderna Gentlemannen i samband med serien.

### 2019–2022
I februari 2019 var Zelmerlöw återigen värd för den brittiska uttagningen till Eurovision Song Contest tillsammans med Mel Giedroyc: BBC Eurovision You Decide.
I mars 2019 släppte han den första singeln "Walk With Me" från sitt nya album tillsammans med sångerskan Dotter. De framförde låten för första gången i deltävlingen Andra chansen i Melodifestivalen 2019.
I Eurovision Song Contest 2019 ingick Zelmerlöw i intervallakten "Switch Song" och sjöng låten "Fuego" av ESC-tvåan Eleni Foureira, som även släpptes som singel. Hans låt "Heroes" sjöngs av ESC-vinnaren Conchita Wurst. Singlarna "Better Now" och "Grow Up To Be You" släpptes också i maj 2019.
Zelmerlöws åttonde studioalbum Time släpptes den 18 oktober 2019 och ytterligare singlar från det var "One" i november, "On My Way" i april 2020 och "Mirror" i augusti 2020.
I november och december 2019 uppträdde Zelmerlöw och hans band med julshowen The Grand Wonderland Show i vinterträdgården på Grand Hôtel Stockholm och stod för den musikaliska underhållningen vid hotellets klassiska julbord.
I februari 2020 var Zelmerlöw en del av juryn för den australiska uttagningen till Eurovision Song Contest, Australia Decides. Han sjöng även den nysläppta singeln "Walk With Me" med Dami Im.

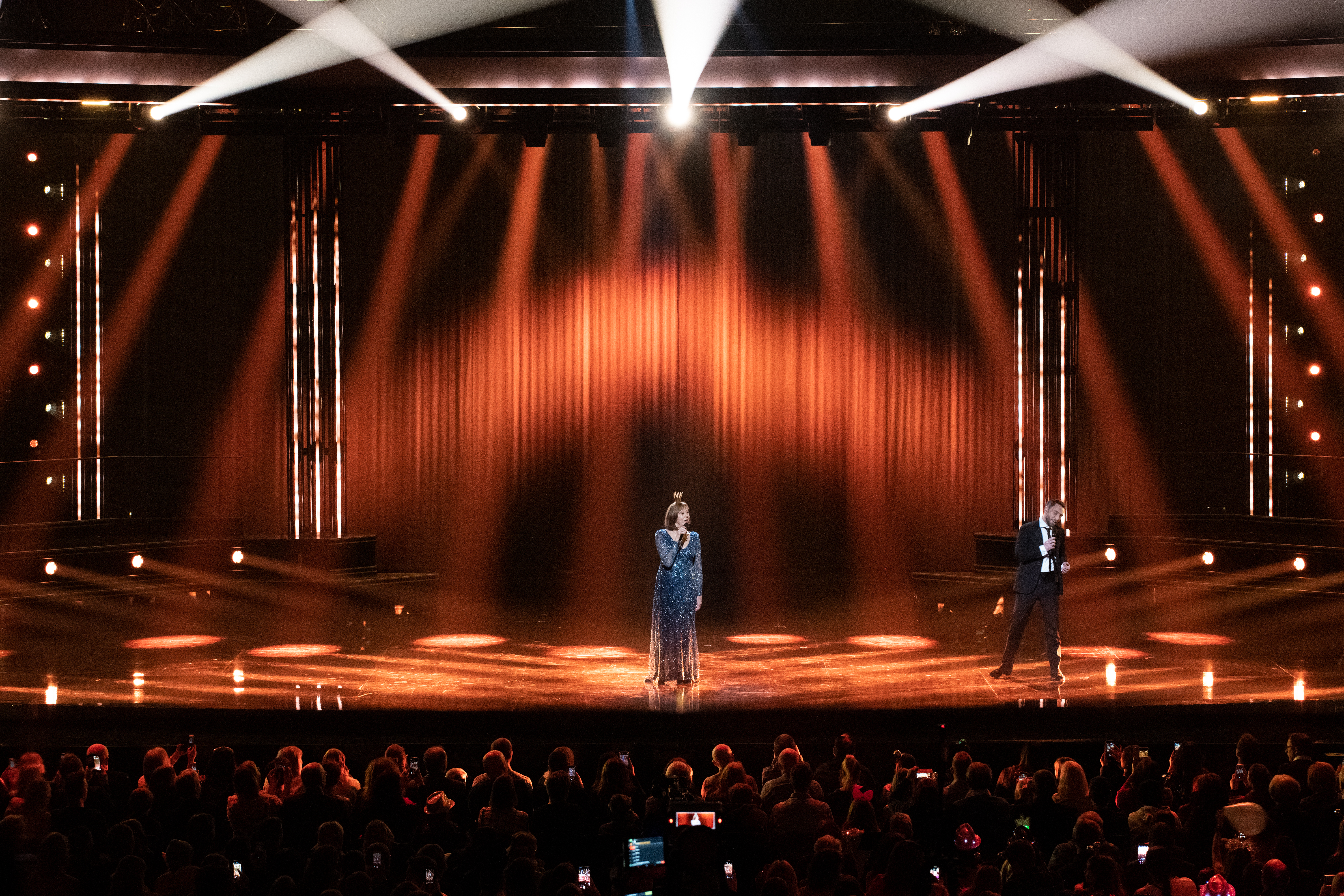
Lill Lindfors och Måns Zelmerlöw under ett uppträdande vid Melodifestivalen 2020.

I Melodifestivalen 2020 sjöng Zelmerlöw låten "Nygammal vals" som duett med Lill Lindfors i Andra chansen  och han blev även invald i Melodifestivalens Hall of Fame.
Den 10 april 2020 släpptes den gemensamma singeln "Gamle Dager" av Morgan Sulele och Zelmerlöw. Låten innehåller norsk text sjungen av Sulele och svensk text sjungen av Zelmerlöw.
I online-ersättningsshowen Europe Shine A Light of the Eurovision Song Contest 2020, som ställdes in på grund av coronapandemin, framförde Zelmerlöw en akustisk version av sin tidigare vinnarlåt "Heroes". Under coronavintern 2020 satte Zelmerlöw och komikern Per Andersson i november upp den gemensamma julshowen Tomten & Bocken – En slags julshow, som bjöd på en blandning av sketcher, parodier och sånger. Showen regisserades av Edward af Sillén. Premiären var den 13 november 2020 på Hamburger Börs i Stockholm, men showen fick ställas in efter bara sju föreställningar till följd av de skärpta åtgärderna mot coronaviruset. Zelmerlöw skrev låten "Alone On Christmas Eve" till showen, som också släpptes som singel den 6 november 2020.
Från och med februari 2021 började Zelmerlöw ägna sig åt vin. Redan flera år tidigare hade han blivit intresserad av vin, vilket ledde till att han började producera och marknadsföra viner under sitt eget varumärke. Sedan dess har varumärket "MZ Wines" omfattat en cava, en rosécava, ett rosévin och två rödviner.
Den 19 februari 2021 släpptes en duett av Zelmerlöw med ryska Polina Gagarina, tvåan i Eurovision Song Contest 2015: "Circles and Squares". Låten var den officiella hymnen för världsmästerskapen i konståkning, som ägde rum i Stockholm den 22–28 mars 2021.
På grund av pandemin hölls Melodifestivalen 2021 på ett annorlunda sätt än vanligt, utan publik och med alla sex showerna från Stockholm. Det var separata programledare för varje program. Finalen den 16 mars 2021 leddes av Måns Zelmerlöw, Shima Niavarani och Christer Björkman. Zelmerlöw framförde även sin singel "Come Over Love" som mellanakt.
Sedan den 26 mars 2021 har TV4 sänt  Masked Singer Sverige. I juryn ingår de fyra permanenta medlemmarna Måns Zelmerlöw, Pernilla Wahlgren, Felix Herngren och Nour El Refai. En särskild höjdpunkt i programmet var masken Vikingen i den tredje säsongen, bakom vilken Zelmerlöws fru gömde sig utan att han hade en aning om det.
I Eurovision Song Contest 2021 uppträdde Zelmerlöw tillsammans med andra tidigare vinnare, bl.a. Lordi, i mellanakten ”Rock The Roof”.
Hösten 2022 medverkade Zelmerlöw i det populära tv-programmet Så Mycket Bättre. Programmet spelades in på Gotland i juni. Zelmerlöw var gäst i fem av säsongens avsnitt och levererade fyra egna tolkningar: "Faller (Tell Her)" av Molly Hammar, "Sober (Mer för varandra)" av Norlie & KKV, "Hatar dig" av Daniela Rathana och "This Is The One" av Anna Ternheim. Hans egna låtar tolkades också av de andra artisterna på sitt eget sätt: "Cara Mia" av Norlie & KKV, "När jag gick bredvid dig" (Walk With Me) av Anna Ternheim, "Vi kan vinna" (Hope & Glory) av Nordman och "Heroes" av Johnossi. Till jul släpptes de fyra låtarna också som en gåva till hans fans som akustiska versioner den 23 december 2022.
Vintern 2022 gav sig Zelmerlöw ut på en stor julturné på svenska arenor tillsammans med Carola med den gemensamma showen A Grand X-mas. Tillsammans med ett 13-mannaband och kör framförde de två en blandning av moderna och klassiska julsånger på engelska och svenska, samt sina egna (jul)sånger. Som ett speciellt extranummer sjöng de två sina ESC-vinnande låtar "Heroes" och "Främling" i en gemensam ballad. Parets jullåt "Let's Sing (It's Christmas Time)" hade redan släppts som singel den 11 november 2022.

### 2023–
I januari 2023 tog Zelmerlöw över programledarrollen tillsammans med Pernilla Wiberg i Idrottsgalan, som sändes direkt från Avicii arena i Stockholm i SVT1 den 16 januari 2023.
Under våren 2023 spelade Zelmerlöw för första gången in en singel tillsammans med sitt band ”The Agreement”. Den svenska låten "Andetag" släpptes den 7 april 2023, som är inspirerad av Astrid Lindgrens bokfigur Ronja rövardotter och var även öppningslåten på hans konserthusturné Vårskrik.
Eurovision Song Contest ägde rum i Liverpool, Storbritannien, år 2023 för Ukrainas räkning. Det brittiska tv-bolaget BBC producerade olika program specifikt för tävlingen, inklusive en podcast om ESC, Eurovisioncast. Zelmerlöw, Nina Warhurst, Daniel Rosney och Ngunan Adamu var programledare för denna veckovisa podcast, som gav ytterligare information och intervjuer. Zelmerlöw medverkade även i ESC:s två semifinaler, i ett förinspelat segment med en frågesportsmatch mot Filomena Cautela. För SVT kommenterade han finalen tillsammans med Edward af Sillén, precis som 2017.
Den 13 oktober 2023 släpptes för första gången en komplett EP av Zelmerlöw och hans band ”The Agreement”: "Nightcaps". Den innehåller alla de tre tidigare släppta singlarna "Andetag", "Running Low" och "Perfectly Damaged" samt ytterligare två låtar "History" och "Side Effects".
Vintern 2023 släppte Zelmerlöw inte bara sin egen julsingel med "Christmas Christmas Everywhere", det blev också en återförening med komikern Per Andersson. Båda återvände med Tomten och Bocken, deras gemensamma show från 2020, men den här gången turnerade de i 12 städer över hela Sverige med deras nya program Tomten och Bocken Rider Igen, regisserat av Klas Wiljergård.
I januari 2024 var Zelmerlöw återigen värd för Idrottsgalans 25-årsjubileum tillsammans med Carolina Klüft, som sändes direkt från Stockholm på SVT.
I mars 2024 kunde Zelmerlöw återigen ses i finalen av Melodifestivalen, men denna gång i en mycket speciell roll som bandmedlem i Björn Gustafssons humoristiska superpojkband ”Björnzone” i mellanakten med låten "Still The One". Andra medlemmar i bandet var bland andra Eric Saade, Loa Falkman, Filip Berg, Adam Lundgren, Casper Jarnebrink, Victor Leksell, Boris René och Ulrik Munther. I november 2024 släppte bandet en andra låt, julsingeln ”A Christmas Song” till förmån för Radiohjälpen.

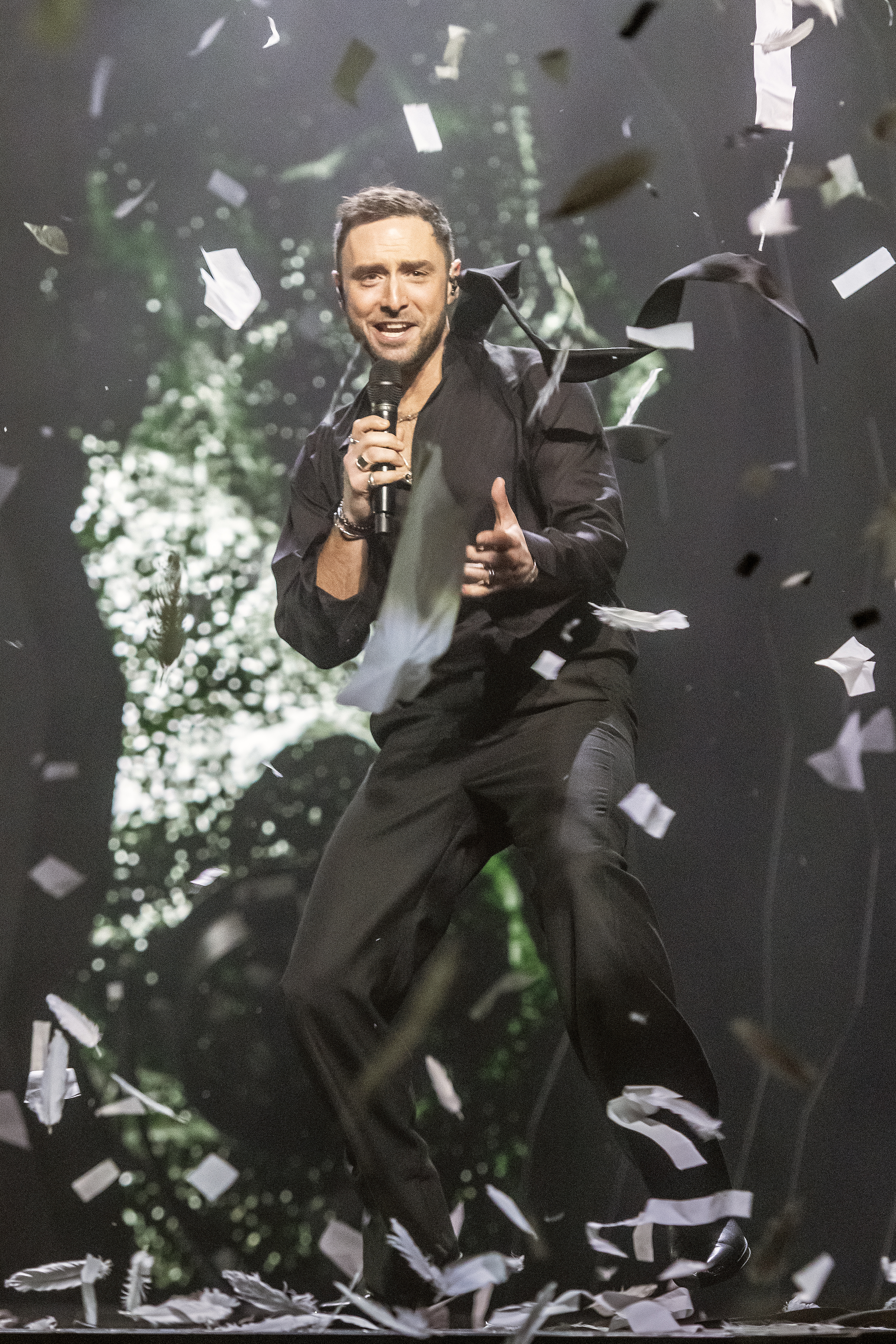
Måns Zelmerlöw på scen under Melodifestivalen 2025.

Sommaren 2024 kombinerade Zelmerlöw sitt intresse för vin och kaffe genom att bygga om en gammal hästtrailer till en pop up-lounge. Han öppnade den under namnet ”MZ Beans & Grapes” på en äng mittemot tennismuseet i centrala Båstad, och ackompanjerad av en DJ och livemusik såldes där små snacks samt hans egna viner och kaffespecialiteter under hela sommaren.
Zelmerlöw tävlade för fjärde gången i Melodifestivalen 2025, 10 år efter sin seger med ”Heroes” och i sitt 20-årsjubileumsår som artist. Han deltog i den fjärde semifinalen den 22 februari i Malmö med bidraget "Revolution” som han skrivit tillsammans med Sebastian Atas, David Lindgren Zacharias och Ola Svensson. Bidraget gick direkt till final där det slutade på andra plats efter vinnargruppen Kaj med sitt bidrag "Bara bada bastu".

## Familj
Zelmerlöw är sedan 2019 gift med den brittiska skådespelerskan Ciara Zelmerlöw. Paret ansökte om skilsmässa 2025. De är föräldrar till två pojkar födda 2018 och 2022.

## Produktioner i olika medier

### TV

#### Uppträdanden i Idol 2005
- Audition i Malmö: Hero, Enrique Iglesias.
- Kvalfinal: Flying Without Wings, Westlife.
- Veckofinal 1 (My Own Idol): Millennium, Robbie Williams.
- Veckofinal 2 (1980-talet): The Look, Roxette.
- Veckofinal 3 (Svenska hits): Astrologen, Magnus Uggla.
- Veckofinal 4 (Pophits): Escape, Enrique Iglesias.
- Veckofinal 5 (Disco): Relight My Fire, Dan Hartman.
- Veckofinal 6 (Cocktail): It's Not Unusual, Tom Jones.
- Veckofinal 7 (Rock): Låt 1: Beautiful Day, U2.
- Veckofinal 7 (Rock): Låt 2: The Reason, Hoobastank.

#### Programledare
- 2007 – Lilla Melodifestivalen
- 2010 – Sommarkrysset
- 2010 – Melodifestivalen
- 2011–2013 – Allsång på Skansen
- 2012 – ABC and Magic röst som Alexander
- 2016 – Eurovision Song Contest 2016
- 2021 – Finalen av Melodifestivalen 2021
- 2023 – Idrottsgalan
- 2024 – Idrottsgalan

#### Medverkande
- 2021-2025 – Paneldeltagare i Masked Singer Sverige
- 2022 – Så mycket bättre

## Diskografi

### Album
- 2007 – Stand by For...
- 2009 – MZW
- 2010 – Christmas with Friends
- 2011 – Kära vinter
- 2014 – Barcelona Sessions
- 2015 – Perfectly Damaged
- 2016 – Chameleon
- 2019 – Time

### EPs
- 2007 – Cara Mia
- 2007 – Work Of Art
- 2007 – Brother Oh Brother
- 2015 – Heroes (Remixes)
- 2022 – Så Mycket Bättre - Tolkningarna
- 2022 – Så Mycket Bättre - Tolkningarna Unplugged
- 2023 – Så Mycket Bättre - Tolkningarna Extended
- 2023 – Nightcaps

### Singlar
| År   | Titel                                                      | Högsta position (Sverige) | Sålda ex. (Sverige)  |
| ---- | ---------------------------------------------------------- | ------------------------- | -------------------- |
| 2007 | Cara Mia                                                   | 1                         | 40 000 (2x platina)  |
| 2007 | Work of Art                                                | 16                        |                      |
| 2007 | Brother oh Brother                                         | 7                         |                      |
| 2007 | All I Want For Christmas Is You (duett med Agnes Carlsson) | 3                         | 10 000 (1x gold)     |
| 2008 | Miss America                                               | 47                        |                      |
| 2009 | Hope & Glory                                               | 2                         |                      |
| 2009 | Hold On                                                    | 22                        |                      |
| 2009 | Impossible                                                 | 48                        |                      |
| 2010 | December                                                   |                           |                      |
| 2010 | Vit som en snö (duett med Pernilla Andersson)              |                           |                      |
| 2012 | Ett lyckligt slut                                          |                           |                      |
| 2013 | Broken parts                                               |                           |                      |
| 2013 | Beautiful Life                                             |                           |                      |
| 2014 | Run For Your Life                                          |                           |                      |
| 2015 | Heroes                                                     | 1                         | 295 000 (5x platina) |
| 2015 | Should've Gone Home                                        | 27                        | 40 000 (1x platina)  |
| 2016 | Fire in the Rain                                           | 31                        | 50 000 (1x platina)  |
| 2016 | Hanging On To Nothing                                      |                           |                      |
| 2016 | Glorious                                                   |                           |                      |
| 2017 | Love Love Peace Peace (duett med Petra Mede)               |                           |                      |
| 2017 | We Can Be The Rulers                                       |                           |                      |
| 2017 | Can I Call You Home                                        |                           |                      |
| 2017 | Can I Call You Home (duett med Roger Argemí)               |                           |                      |
| 2018 | Happyland                                                  |                           |                      |
| 2019 | Walk With Me (duett med Dotter)                            | 51                        | 80 000 (1x platina)  |
| 2019 | Better Now                                                 | 79                        |                      |
| 2019 | Grow Up To Be You                                          |                           |                      |
| 2019 | Fuego                                                      |                           |                      |
| 2019 | One                                                        |                           |                      |
| 2019 | Walk With Me - Live (duett med Dotter)                     |                           |                      |
| 2020 | Walk With Me (duett med Dami Im)                           |                           |                      |
| 2020 | Gamle Dager (duett med Morgan Sulele)                      |                           |                      |
| 2020 | On My Way                                                  |                           |                      |
| 2020 | Mirror                                                     |                           |                      |
| 2020 | Alone On Christmas Eve                                     | 92                        |                      |
| 2021 | Circles And Squares (duett med Polina Gagarina)            |                           |                      |
| 2021 | Come Over Love                                             |                           |                      |
| 2022 | What You Were Made For                                     |                           |                      |
| 2022 | Midsummer Love                                             |                           |                      |
| 2022 | Faller (Tell Her)                                          | 67                        |                      |
| 2022 | Sober (Mer főr varandra)                                   | 73                        |                      |
| 2022 | Let's Sing (It's Christmas Time) (duett med Carola)        | 48                        |                      |
| 2022 | Hatar dig                                                  |                           |                      |
| 2022 | This Is The One                                            |                           |                      |
| 2023 | Andetag                                                    |                           |                      |
| 2023 | Running Low                                                |                           |                      |
| 2023 | Perfectly Damaged                                          |                           |                      |
| 2023 | Christmas Christmas Everywhere                             |                           |                      |
| 2024 | Walk With Me / Chodź ze mną (duett med Ola Kędra)          |                           |                      |

### Featured
| År   | Artist                | Titel                                                   | Album                                |
| ---- | --------------------- | ------------------------------------------------------- | ------------------------------------ |
| 2005 | Idol                  | Millennium                                              | My Own Idol                          |
| 2009 | Vocalettes            | Don´t Fence Me In                                       | In The Spirit Of The Andrews Sisters |
| 2010 | Maria Haukaas Storeng | Precious To Me                                          | -                                    |
| 2012 | Orphei Dränger        | Mountain Duet (med Anja Steinlechner)                   | Orphei Dränger                       |
| 2012 | Loa Falkman           | Serenaden i Prästgatan (med Loa Falkman, Björn Skifs)   | Kom i min famn                       |
| 2012 | Loa Falkman           | Än en gång däran (med Loa Falkman, Björn Skifs)         | Kom i min famn                       |
| 2014 | Faktum                | Jag ger dig min morgon                                  | Det ordnar sig                       |
| 2016 | Joshua Radin          | Belong                                                  | -                                    |
| 2016 | Saturday Night Fever  | Stayin´ Alive (med Julian Perretta och Francesco Yates) | Saturday Night Fever                 |
| 2024 | Björnzone             | A Christmas Song                                        | -                                    |

### Låtskrivare
| År   | Artist                          | Titel               | Låtskrivare                                                     |
| ---- | ------------------------------- | ------------------- | --------------------------------------------------------------- |
| 2008 | Biondo                          | Shine               | Henrik Wikström, Måns Zelmerlöw och Niklas Edberger             |
| 2009 | David Bisbal & Pixie Lott       | Sufrirás            | Dimitri Stassos, Måns Zelmerlöw och Linda Sundblad              |
| 2009 | George Meiring                  | Shine               | Henrik Wikström, Måns Zelmerlöw och Niklas Edberger             |
| 2010 | Date                            | Ta mig till månen   | Mohammad Denebi och Måns Zelmerlöw                              |
| 2011 | Elisa´s                         | Varenda Veranda     | Pontus Wennerberg och Måns Zelmerlöw                            |
| 2011 | Svante Thuresson                | Mina Drömmars Stad  | Johan Röhr, Moh Denebi och Måns Zelmerlöw                       |
| 2013 | Erik Segerstedt & Tone Damli    | Hello Goodbye       | Måns Zelmerlöw, Robin Fredriksson och Mattias Larsson           |
| 2013 | Scotts                          | Hurt                | Måns Zelmerlöw, Linda Sundblad och Dimitri Stassos              |
| 2015 | Behrang Miri feat. Victor Crone | Det rår vi inte för | Behrang Miri, Albin Johnsén, Måns Zelmerlöw och Tony Nilsson    |
| 2017 | Anders Hornshøj                 | Aldrig For Sent     | Anders Hornshøj, Måns Zelmerlöw, Peter Boström och Thomas G:son |

## Musikaler
| År   | Roll       | Produktion                                      | Regi             | Teater                           |
| ---- | ---------- | ----------------------------------------------- | ---------------- | -------------------------------- |
| 2006 | Danny Zuko | Grease Jim Jacobs och Warren Casey              | Eva Rydberg      | Nöjesteatern                     |
| 2007 | Tommy      | Footloose Dean Pitchford och Walter Bobbie      | Roine Söderlundh | Stora Teatern, Göteborg/ Intiman |
| 2011 | Romeo      | Romeo och Julia William Shakespeare             | Morgan Alling    | Göta Lejon                       |
| 2013 | Dante      | Spök Björn Skifs, Bengt Palmers och Bo Carlgren | Pernilla Skifs   | Cirkus                           |

## Filmografi
- Svampbob Fyrkant –  Jack Kahuna Laguna (2009)[79]
- Planet 51 – Lem
- Trassel – Flynn Rider
- Trolls – Kvist
- Jordskott
- Solsidan